# Cantone di Moulins-la-Marche
Il Cantone di Moulins-la-Marche era una divisione amministrativa dell'arrondissement di Mortagne-au-Perche.
È stato soppresso a seguito della riforma complessiva dei cantoni del 2014, che è entrata in vigore con le elezioni dipartimentali del 2015.
Comprendeva i comuni di:
- Les Aspres
- Auguaise
- Bonnefoi
- Bonsmoulins
- Brethel
- La Chapelle-Viel
- Fay
- La Ferrière-au-Doyen
- Les Genettes
- Mahéru
- Le Ménil-Bérard
- Moulins-la-Marche
- Saint-Aquilin-de-Corbion
- Saint-Hilaire-sur-Risle
- Saint-Martin-des-Pézerits
- Saint-Pierre-des-Loges